# Évariste Ndayishimiye
Évariste Ndayishimiye (Gitega, 17 de junio de 1968) es un político y militar burundés. Es el presidente constitucional de la República de Burundi desde el 18 de junio de 2020.
Entre 2016 y 2020, fue secretario general del Consejo Nacional para la Defensa de la Democracia-Fuerzas de defensa de la democracia, el partido gobernante. Candidato para las elecciones presidenciales de mayo de 2020, fue elegido en la primera vuelta. El Tribunal Constitucional de Burundi estableció que tomase posesión de su cargo lo antes posible, tras la inesperada muerte de Pierre Nkurunziza, lo cual se materializó el 18 de junio de 2020.

## Biografía
Évariste Ndayishimiye nació en la comuna de Giheta en la provincia de Gitega, en el centro de Burundi en 1968. Ferviente católico, comenzó sus estudios de derecho en la Universidad de Burundi, pero aún estaba estudiando, cuando en 1995 estalló la violencia interétnica como consecuencia de la Guerra civil de Burundi (1993–2005). Ndayishimiye fue uno de los pocos estudiantes hutus de la Universidad que pudo escapar por poco de la limpieza étnica realizada por estudiantes tutsis. Huyó y fue uno de los primeros en unirse a la oposición armada de las Fuerzas de Defensa para la Democracia (FDD), creada después del asesinato del presidente hutu Melchior Ndadaye. Sin embargo, parte de su familia fue ejecutada. 
Durante una década, en los maquis del FDD en el bosque de Kibira (en Burundi) y en el este de la república democrática del Congo (en la península de Ubwari), Évariste Ndayishimiye fue comandante en diferentes regiones y escaladas en todos los niveles militares. Cuando terminó la guerra fue presidente de la oficina responsable de la concepción y planificación de la política de lucha.
El acuerdo de Arusha, firmado en 2000, puso fin gradualmente a la guerra civil de Burundi: el FDD acordó firmarlo a fines de 2002 y renunció al combate armado. En 2005, Évariste Ndayishimiye fue nombrado jefe de gabinete adjunto de las nuevas Fuerzas de Defensa Nacional (FDN) con el rango de general. Luego, entre 2006 y 2007, fue Ministro del Interior y Seguridad Pública. Ndayishimiye luego se convirtió en jefe del gabinete militar de la presidencia, un cargo que ocupó hasta 2014 para asumir el año siguiente como jefe del gabinete civil del presidente Pierre Nkurunziza. En agosto de 2016, fue elegido secretario general de la CNDD-FDD, donde reemplazó a Pascal Nyabenda. Desde 2005, Ndayishimiye ha sido uno de los políticos más influyentes en Burundi. 

### Elecciones presidenciales de 2020
Durante un congreso organizado el 26 de enero de 2020 en Gitega, en el centro del país, los delegados del CNDD-FDD eligen a Évariste Ndayishimiye como candidato para las elecciones presidenciales del 20 de mayo de 2020. Su discurso de inauguración reflejó el giro evangélico cristiano tomado por la fiesta desde la crisis de 2015. Ndayishimiye afirma así haber recibido "signos" del "dios poderoso" como el paso de una paloma que se situó en la cabeza de su esposa. Debido a la represión ejercida contra la oposición, Ndayishimiye parecía ser el gran favorito de la votación. En círculos de análisis político se le considera más moderado que el presidente saliente.
Ndayishimiye gana las elecciones con 68.72 % de votos, según cifras preliminares oficiales anunciadas por la Comisión Electoral Nacional Independiente (Céni). Por lo tanto se situó en gran medida por delante del principal candidato de la oposición, Agathon Rwasa, presidente del Consejo Nacional para la Libertad (CNL), que reúne a 24.19 % de votos. Por lo tanto, debe ser la primera transferencia de poder entre dos presidentes elegidos desde la independencia del país en los 58 años. Sin embargo, la transición se modificó cuando el presidente saliente murió repentinamente de un ataque cardíaco el 8 de junio, a la edad de 55 años. Nkurunziza había estado hospitalizado durante varios días después de una enfermedad. El 30 de mayo de 2020, su esposa fue evacuada a Kenia por razones médicas. Las fuentes dicen que la primera dama  estaba infectada con COVID-19, mientras que la presidencia dice que se trata de una úlcera.
El 9 de junio de 2020 el gobierno anuncia la muerte de Pierre Nkurunziza, ocurrida el 8 de junio de 2020 en el hospital Natwe Turashoboye Cinquantenaire en Karuzi después de un paro cardíaco.  Poco antes del traspaso de poderes previsto en agosto. El comunicado de prensa indica que este paro cardíaco es el resultado de un malestar que ocurrió el 6 de junio. Sin embargo, el día anterior, fuentes gubernamentales negaron rumores sobre su estado de salud y otras fuentes señalaron que tenía coronavirus, mientras que las fuentes dijeron que estaba en estado grave. El 9 de junio se decretó un duelo nacional de siete días. Esto lleva a muchos observadores a presentar la hipótesis de un contagio responsable de su muerte, que el gobierno trataría de ocultar debido a la negación de la pandemia en los meses anteriores.
El gobierno y la oposición no están de acuerdo en cuanto a la sucesión y las secuelas de los acontecimientos. Mientras el gobierno está trabajando en una pronta inauguración de Ndayishimiye, la oposición exige, con base en la Constitución de Burundi, que el presidente de la Asamblea Nacional, Pascal Nyabenda, asuma el cargo provisional y convoque nuevas  elecciones. El 11 de junio, debido a que el país se encontraba en una situación de transición constitucional, el gobierno y los dos vicepresidentes tomaron la Corte Constitucional para declarar la vacante presidencial e indicar el procedimiento a seguir. De hecho, un comité de crisis, compuesto por generales y miembros del partido gobernante, se reunió para decidir la sucesión, entre una rápida investidura del presidente electo, un interino o incluso un interino acortado. Le Soir afirma que Ndayishimiye y Nyabenda también estaban infectados con el coronavirus.
El 12 de junio, el Tribunal Constitucional de Burundi considera que no es necesario un período intermedio y ordena que la investidura "lo más rápido posible" de Ndayishimiye. De hecho, esta es una decisión tomada por el comité de crisis.
Ndayishimiye finalmente asumió la presidencia el 18 de junio de 2020.